# Antoine Jordan
Antoine L. Jordan (Baltimora, 10 marzo 1983) è un ex cestista statunitense, professionista nella NBDL e in Europa.

## Palmarès

### Squadra
- EuroChallenge: 1

BG 74 Gottingen: 2009-10

### Individuale
- Miglior tiratore da tre punti USBL (2007)